# Galloping Goose MC
Le Galloping Goose Motorcycle Club (GGMC) est un club de moto 1% fondé en 1942 aux États-Unis autour d'une équipe de motos de course et d'amis de Los Angeles, Californie. Le groupe était informel et sans chapitre jusqu'en 1946. Peu de temps après, l'organisation s'étendit depuis la Californie du Sud, en établissant des chapitres dans l'Illinois, le Missouri, le Montana, l'Indiana, le Wyoming, le Kansas, le Mississippi, la Louisiane et la Floride.
Les membres du Galloping Goose MC étaient présents lors des événements survenus pendant le run d'Hollister en 1947 qui servit de base pour le film de 1954 L'Équipée sauvage,. Cela mena au lancement de clubs de moto 1% très visibles et structurés, comme le Boozefighters MC, lorsque l'AMA interdit la participation des membres de ces clubs aux événements organisés par l'AMA, à moins d'enlever leurs patchs. Les membres fondateurs de ce club avaient une boutique à Jacksonville et participèrent à de nombreux événements, y compris la course de Daytona quand elle était encore organisée sur la plage.
Le club entretient une relation étroite avec El Forastero Motorcycle Club.
Un expert sur les bandes de motards criminalisés du Missouri State Highway Patrol a déclaré les Galloping Goose ont pris de l'expansion dans un territoire anciennement contrôlé par le Pharaos MC durant les années 1980 et 1990. Il a décrit l'organisation comme un « club 1% », qui a repris un autre club, le Midwest Drifters, et les utilise pour faire les runs et fournir des fonds. Il a déclaré que les règles de comportement du Galloping Goose incluent parfois des crimes violents.

## Articles de presse complémentaires
- https://news.google.com/newspapers?id=63ZKAAAAIBAJ&sjid=8CINAAAAIBAJ&pg=3548,3997710
- https://news.google.com/newspapers?id=ZhJZAAAAIBAJ&sjid=RUYNAAAAIBAJ&dq=&pg=2621%2C792233
- https://news.google.com/newspapers?id=hrEfAAAAIBAJ&sjid=StcEAAAAIBAJ&pg=1018%2C4157008